# Gustav Meyer (architecte)
Ne doit pas être confondu avec Gustav Meyer.
Pour les articles homonymes, voir Meyer.

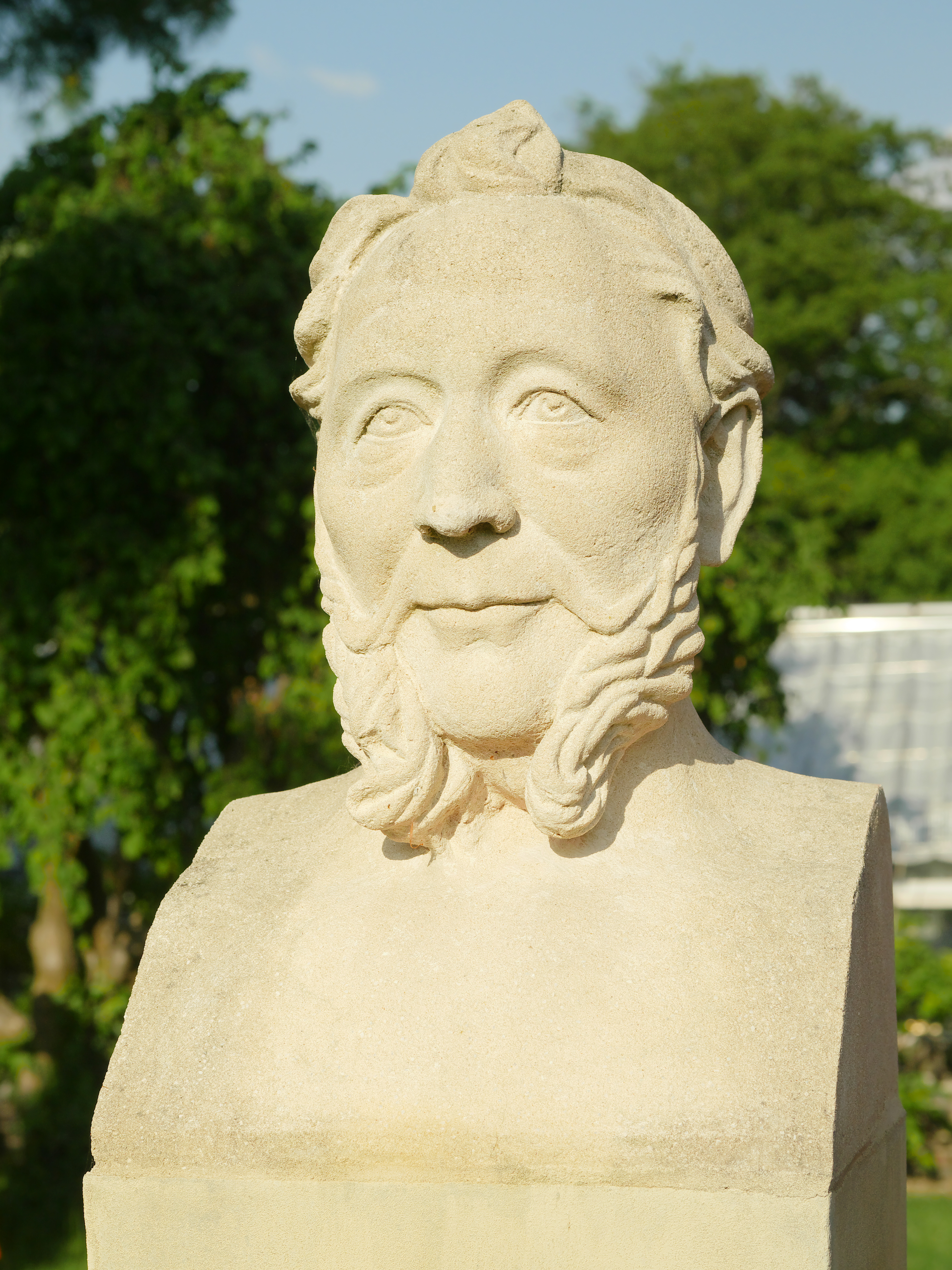
Buste de Meyer dans le jardin d'exposition de l'Institut de technologie alimentaire et de chimie alimentaire de l'Université technique de Berlin à Dahlem

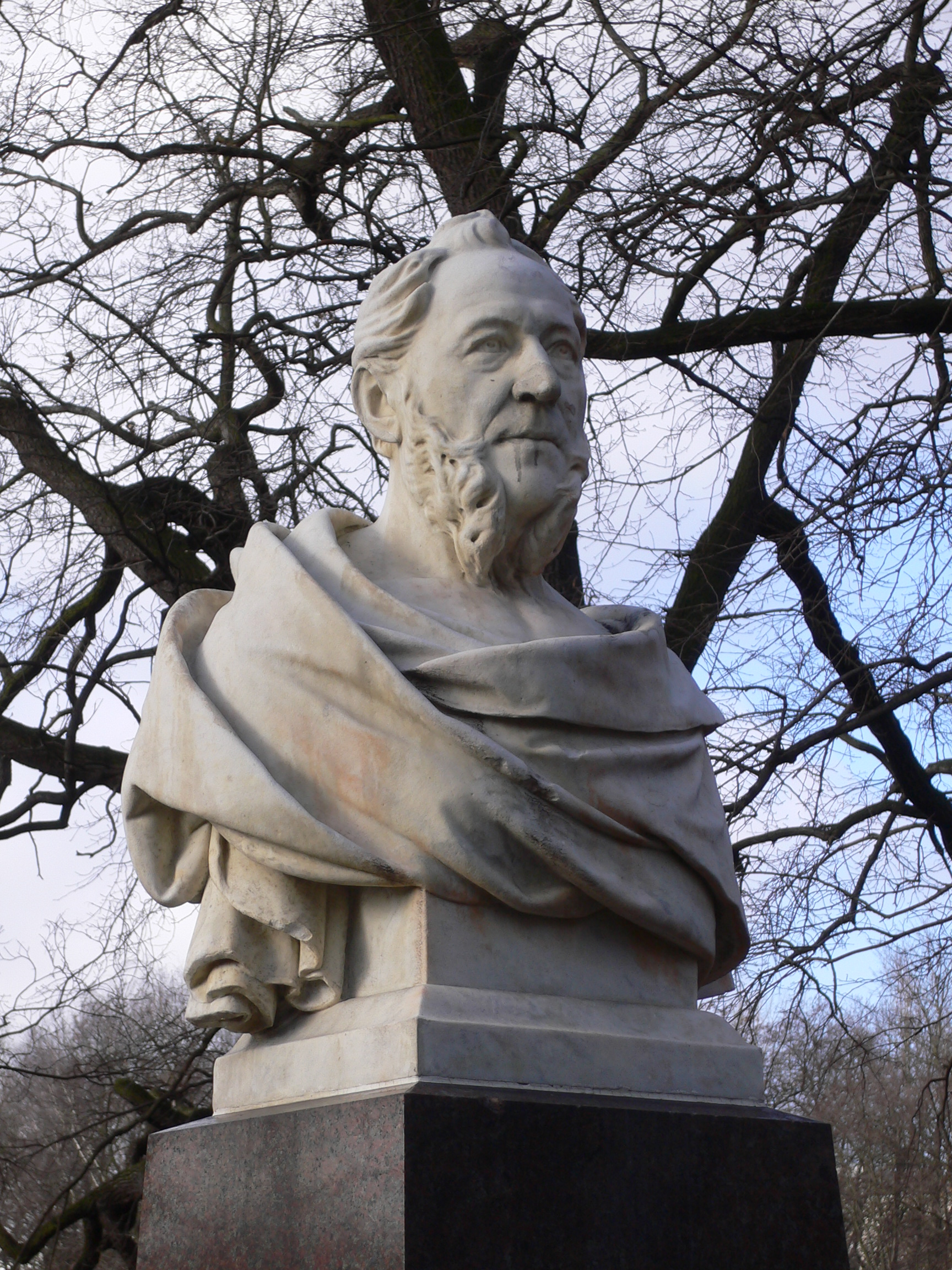
Buste de Gustav Meyer par Albert Manthe dans le parc de Treptow

Johann Heinrich Gustav Meyer (né le 14 janvier 1816 à Frauendorf, arrondissement de Sternberg-en-Nouvelle-Marche et mort le 27 mai 1877 à Berlin) est un architecte de jardins et paysagiste prussien et un fonctionnaire municipal du bâtiment. En tant que directeur des jardins de la ville de Berlin, il est le premier à créer des parcs destinés à servir d'espaces de loisirs pour les citoyens ordinaires de la ville.

## Plans exécutés
Les plans bien connus et en partie encore conservés de Gustav Meyer à Berlin sont le parc public Friedrichshain, le parc public Humboldthain, le parc de Treptow, le petit jardin animalier (de), l'arboretum Späth à Baumschulenweg et plusieurs promenades. Il conçoit également le plan de rue et de développement de la colonie de villas Alsen (de) dans l'actuel quartier berlinois de Wannsee. À Prignitz, il aménage le parc du château de Dallmin dans un style paysager pour la famille von Jagow.

## Biographie
Il complète sa formation de jardinier au Vieux Jardin Botanique . De 1832 à 1836, Meyer étudie à l'école royale de jardinage du parc animalier de Potsdam (de), entre autres auprès de Peter Joseph Lenné, pour qui il continue ensuite à travailler. En 1843, Lenné lui confie la gestion complète des affaires techniques de son cabinet. Meyer occupe également des postes d'enseignant en dessin de plans et de paysages, en théorie de la projection et en perspective. Meyer et Lenné réalisent les souhaits de Frédéric-Guillaume IV et embellit les espaces verts autour de Potsdam ou les reconstruits. Le style de conception influencé par Lenné, Meyer et leurs étudiants est souvent appelé dans l'histoire de l'art des jardins « l'école Lenné-Meyer » ou « style mixte » (contenant à la fois des formes paysagères strictement géométriques et libres). En plus de son poste d'enseignant, Meyer reçoit également le poste de chef d'orchestre de jardin. Après avoir remporté un appel d'offres pour la conception de Friedrichshain, ce nouveau parc est créé de 1846 à 1848 selon ses projets. En 1859, il est nommé jardinier de la cour ; Il est jardinier de la cour du quartier de Marlygarten de 1859 à 1870.
Avec son ouvrage novateur et moderne sur la théorie des jardins, Lehrbuch der schönen Gartenkunst, Gustav Meyer continue d'exercer une influence et de marquer le style pendant une bonne partie du XXe siècle.
Cependant, après la mort de Lenné, Meyer n'est pas autorisé à reprendre ses fonctions. Lorsqu'une délégation pour les parcs et jardins de la ville est créée à Berlin en 1870, le jardinier de la cour royale Gustav Meyer en prend la direction en tant que directeur des jardins de la ville de Berlin le 1er juillet de la même année. À partir de 1876, les plans précédents de Meyer pour le parc de Treptow sont mis en œuvre sous la forme d'un jardin public.
Il meurt en 1877 et est enterré au nouveau cimetière de la Saarmunder Straße, aujourd'hui Heinrich-Mann-Allee 25, à Potsdam.
Son successeur au département horticole est Hermann Mächtig (1837–1909).

## Honneurs
- Depuis 1995, le Sénat de Berlin décerne tous les deux ans le prix Gustav-Meyer pour des espaces verts et parcs publics parfaitement planifiés, construits et entretenus dans deux catégories d'âge. Par exemple, le parc Von-der-Schulenburg (de) et l'espace vert Bullengraben (de) ont été récompensés.
- Une rue passant dans la zone sud de Humboldthain reçoit le nom de Gustav-Meyer-Allee le 8 mars 1894[9]
- En bordure du parc public Friedrichshain (Virchowstrasse) dans le Bötzowviertel (de) (Prenzlauer Berg), se trouve un bosquet d'honneur avec le chêne Gustav-Meyer et un chêne Peter-Joseph-Linné.

## Publications
- Lehrbuch der schönen Gartenkunst. Riegel, Berlin 1860. / 2. Auflage, Ernst & Korn, Berlin 1873. (Digitalisat) / als Nachdruck: Nicolaische Verlagsbuchhandlung, Berlin 1999,  (ISBN 3-87584-784-9).